# Étoile noire africaine

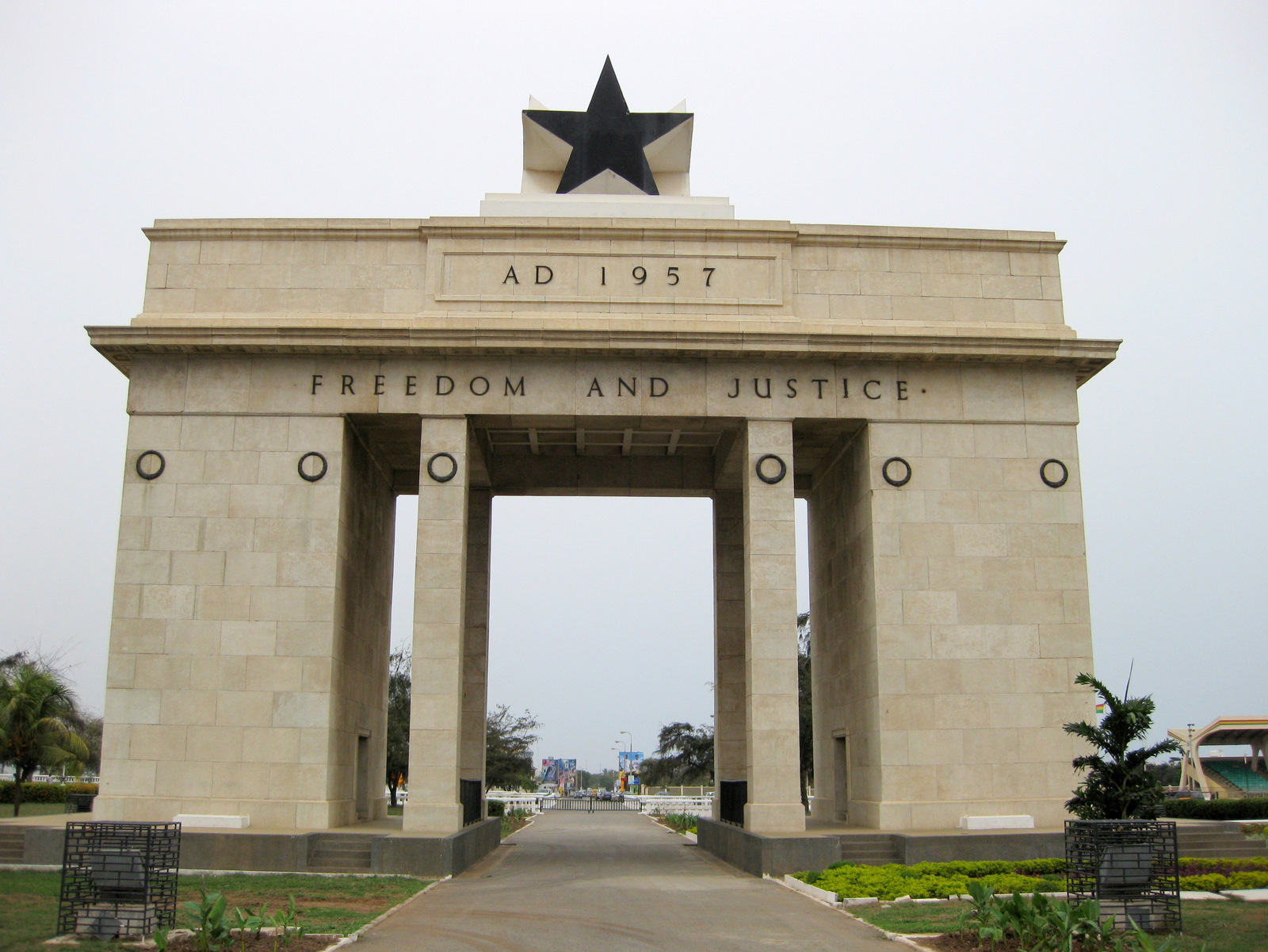
La, sur la place de l'Étoile Noire d'Accra, au Ghana, surmontée de l'étoile noire africaine.

Pour les articles homonymes, voir Étoile noire.
L'étoile noire africaine est une étoile à cinq branches de couleur noire, symbolisant l'Afrique en général et le Ghana en particulier.

## Origine
La Black Star Line (littéralement « ligne de l'Étoile Noire » en anglais), compagnie maritime américaine fondée en 1919 par Marcus Garvey dans le cadre du mouvement Retour en Afrique, prit son nom en contraste de la White Star Line (littéralement « ligne de l'Étoile Blanche »), changeant la couleur de l'étoile pour symboliser sa création par des Noirs plutôt que par des Blancs. La compagnie devint un symbole du panafricanisme et de l'anticolonialisme. En 1957, l'étoile noire fut incluse par Theodosia Okoh dans la conception du drapeau du Ghana, le premier pays d'Afrique subsaharienne à obtenir son indépendance après la Seconde Guerre mondiale. Le symbole a ensuite été adopté sur le drapeau de plusieurs autres pays africains.

## Drapeaux
L'étoile noire (souvent combinée aux couleurs panafricaines) est un élément de plusieurs drapeaux nationaux : Ghana (premier drapeau ayant adopté le symbole), Guinée-Bissau (basé sur le drapeau du parti africain pour l'indépendance de la Guinée et du Cap-Vert) et Sao Tomé-et-Principe (avec deux étoiles, pour chacune des îles de São Tomé et Principe). Le symbole était également présent sur le drapeau du Cap-Vert entre 1975 et 1992, ainsi que sur celui de l'éphémère Union des États africains (1961-1962, avec trois étoiles pour chaque pays membre).

Drapeau du Ghana
Drapeau du parti africain pour l'indépendance de la Guinée et du Cap-Vert
Drapeau de la Guinée-Bissau
Drapeau de Sao Tomé-et-Principe
Drapeau du Cap-Vert (1975-1992)
Union des États africains (1961-1962)

## Ghana
Les Ghanéens perçoivent l'étoile noire comme un symbole spécifique à leur pays plutôt qu'à l'Afrique en général. Le symbole est présent sur le drapeau du pays, ses armoiries, sur la porte de l'Étoile Noire (en) qui s'élève sur la place de l'Étoile Noire à Accra, la capitale, et sur le siège de l'État au parlement, où s'assoit le président lors des cérémonies. L'équipe nationale de football est surnommée « les étoiles noires ».

Drapeau du Ghana
Armoiries du Ghana
Pavillon aérien civil du Ghana
Drapeau du Ghana entre 1964 et 1966